# Петровское (Солонянский район)
Петровское (укр. Петрівське) — село,
Привольненский сельский совет,
Солонянский район,
Днепропетровская область,
Украина.
Код КОАТУУ — 1225086006. Население по переписи 2001 года составляло 110 человек .

## Географическое положение
Село Петровское находится на левом берегу реки Мокрая Сура,
ниже по течению на расстоянии в 2,5 км расположен посёлок Надиевка,
на противоположном берегу — сёла Привольное и Трудолюбовка.
Рядом проходит автомобильная дорога Т-0417.